# 52500 Kanata
52500 Kanata este un asteroid din centura principală de asteroizi.

## Descriere
52500 Kanata este un asteroid din centura principală de asteroizi. A fost descoperit pe 22 februarie 1996 la Ōizumi de Takao Kobayashi. Asteroidul prezintă o orbită caracterizată de o semiaxă mare de 2,36 ua, o excentricitate de 0,11 și o înclinație de 9,9° în raport cu ecliptica.